# Jurij Čyž
Jurij Ivanovyč Čyž (in ucraino Юрій Іванович Чиж?) (Pervomajsk, 18 agosto 1948) è un ex schermidore sovietico, vincitore di due medaglie d'oro ed una d'argento ai campionati mondiali di scherma.